# 김근철
김근철(1983년 6월 24일 ~ )은 대한민국의 전 축구 선수이자 현 축구 지도자이다.